# Eva Swartz
Eva Birgitta Swartz Grimaldi, född 15 april 1956 i Stockholm, död 20 juli 2024 på Djurgården i Stockholm, var en svensk verkställande direktör, styrelseledamot och utredare verksam inom media och massmedier i Sverige.

## Karriär
Swartz Grimaldi har haft en rad chefsroller inom TV-branschen. 1987 började hon arbeta på produktionsblaget Voff Television där hon var med och producerade några av TV3:s allra tidigaste program, bland annat Nattpatrullen. 1990 blev hon redaktör för TV4-produktionen Jeopardy! på Meter Film & Television där hon stannade i sju år som producent (bl.a Äntligen hemma) och TV-chef. I två år var hon VD för bolaget.
Den 1 april 1998 lämnade hon Meter för att bli underhållnings- och drama-chef på TV4. Under hennes tid som underhållningschef satsade kanalen på format som Vem vill bli miljonär? och Farmen. I januari 2002 blev hon programdirektör och vice VD för TV4.
Eva Swartz Grimaldi blev VD för bokförlaget Natur & Kultur den 15 april 2005.
Swartz Grimaldi utsågs den 28 juni 2007 av kulturminister Lena Adelsohn Liljeroth till ordförande för utredningen om framtidens kulturpolitik i Sverige.
Sommaren 2012 lämnade Eva bokförlaget Natur & Kultur för att övergå till egen verksamhet.
Swartz Grimaldi var ordförande i Apotea och Michaël Berglund AB samt styrelsemedlem i Stockholms Konserthus, SBB i Norden och Micael Bindefelds Stiftelse till minne av Förintelsen.
Swartz Grimaldi har även varit ordförande i Doberman AB, Norstedts Förlagsgrupp, och styrelsemedlem i  bl.a. Storytel, Svenska Filminstitutet, Nobelstiftelsens mediebolag Nobel Media och Stockholms universitet.
Hon har även varit informationsansvarig för Italienska kulturinstitutet i Stockholm och arbetat som tolk och översättare.
Den 20 juli 2024 gick Swartz Grimaldi bort efter en längre tids sjukdom, endast 68 år gammal. Vid Kristallengalan 2024 tilldelades hon Årets hederspris postumt.

## Familj
Eva Swartz Grimaldi var gift med italienskättade industrimannen Salvatore Grimaldi och bodde i Villa Geber i Diplomatstaden, Stockholm. Hon ingick i Norrköpingssläkten Swartz, liksom statsminister Carl Swartz, och var syster till författaren Richard Swartz samt syssling till IT-profilen Oscar Swartz.

## Priser och utmärkelser
- Hans Majestät Konungens medalj i guld av 12:e storleken i högblått band,  2020[4]

[Redigera Wikidata]